# 朴河俊
朴河俊（2000年4月19日—），韩国男子射击运动员，2022年亚洲运动会男子10米气步枪和男子10米气步枪团体银牌得主、混合团体10米气步枪铜牌得主、2024年夏季奥林匹克运动会混合团体10米气步枪银牌得主。